# Hans van Doorneveld
Johannes Cornelis ("Hans") van Doorneveld (Amsterdam, 9 september 1940 – IJmuiden, 30 juni 2008) was een Nederlands profvoetballer en voetbaltrainer.
Hans van Doorneveld maakte begin jaren tachtig vooral naam als hoofdtrainer van Haarlem, dat hij naar Europees voetbal leidde.
In 1980 volgde hij Barry Hughes op, onder wiens leiding de club was gedegradeerd uit de Eredivisie. Het team met onder anderen Ruud Gullit, Edward Metgod en Martin Haar werd in 1982 vierde in de Eredivisie, een jaar na de promotie uit de Eerste Divisie. In het seizoen 1982/83 schakelde Haarlem in het UEFA Cup-toernooi eerst AA Gent uit, voordat Spartak Moskou te sterk was.
De uitwedstrijd op 20 oktober 1982 in het Olympisch Stadion Loezjniki in Moskou (2–0 nederlaag) eindigde in een tragedie; naar verluidt vonden honderden mensen de dood door verdrukking op weg naar de uitgang van het stadion. Het officiële dodental staat op 66.
Nadien was Van Doorneveld hoofdtrainer bij Fortuna Sittard, AZ, Sparta en De Graafschap. In het amateurvoetbal was hij de laatste jaren nog werkzaam bij onder meer Velsen, DWV en de amateurtak van Stormvogels Telstar.
Van Doorneveld was zelf een verdienstelijk profvoetballer. Hij maakte al op zestienjarige leeftijd zijn debuut als linksbuiten in het eerste elftal van Stormvogels uit IJmuiden, waar hij samenspeelde met onder anderen Henk Groot en Cees Groot.
Van Doorneveld, oorspronkelijk afkomstig van de Amsterdamse amateurclub Rivalen, verhuisde in 1962 naar KFC uit Koog aan de Zaan en speelde in het profvoetbal ook nog voor FC Zaanstreek dat in 1967 fuseerde met Alkmaar '54 tot AZ '67. 
Hij keerde na de fusie als speler terug naar de amateurs. Op 15 november 1970 liep hij als aanvoerder van Stormvogels een zware knieblessure op die het einde betekende van zijn voetballoopbaan.
Ook zijn oom Theo van Doorneveld kwam uit in het betaald voetbal; deze speelde voor DWS en N.E.C.. Ze speelden van 1965 tot 1967 nog samen bij FC Zaanstreek.
Hans van Doorneveld overleed na een lang ziekbed op 67-jarige leeftijd.

## Carrièrestatistieken
| Seizoen         | Club            | Land            | Competitie       | Competitie | Competitie | Beker | Beker | Internationaal | Internationaal | Overig | Overig | Totaal | Totaal |
| Seizoen         | Club            | Land            | Competitie       | Wed.       | Dlp.       | Wed.  | Dlp.  | Wed.           | Dlp.           | Wed.   | Dlp.   | Wed.   | Dlp.   |
| --------------- | --------------- | --------------- | ---------------- | ---------- | ---------- | ----- | ----- | -------------- | -------------- | ------ | ------ | ------ | ------ |
| 1956/57         | Stormvogels     | Nederland       | Eerste divisie B | 1          | 0          | –     | 0     | 0              | 0              | 0      | 0      | 1      | 0      |
| 1957/58         | Stormvogels     | Nederland       | Eerste divisie B | 0          | 0          | –     | 0     | 0              | 0              | 0      | 0      | 0      | 0      |
| 1958/59         | Stormvogels     | Nederland       | Eerste divisie B | 12         | 5          | –     | –     | 0              | 0              | 0      | 0      | 12     | 5      |
| 1959/60         | Stormvogels     | Nederland       | Eerste divisie A | 11         | 4          | –     | –     | 0              | 0              | 0      | 0      | 11     | 4      |
| 1960/61         | Stormvogels     | Nederland       | Eerste divisie A | 22         | 4          | 1     | 0     | 0              | 0              | 0      | 0      | 23     | 4      |
| 1961/62         | Stormvogels     | Nederland       | Eerste divisie A | 16         | 3          | –     | 0     | 0              | 0              | 0      | 0      | 16     | 3      |
| 1962/63         | KFC             | Nederland       | Tweede divisie A | –          | 1          | –     | 0     | 0              | 0              | 0      | 0      | –      | 1      |
| 1963/64         | KFC             | Nederland       | Tweede divisie A | –          | 2          | 1     | 1     | 0              | 0              | 0      | 0      | –      | 3      |
| 1964/65         | FC Zaanstreek   | Nederland       | Tweede divisie A | –          | 0          | –     | 0     | 0              | 0              | 0      | 0      | –      | 0      |
| 1965/66         | FC Zaanstreek   | Nederland       | Tweede divisie A | –          | 1          | –     | 0     | 0              | 0              | 0      | 0      | –      | 1      |
| 1966/67         | FC Zaanstreek   | Nederland       | Eerste divisie   | –          | 1          | –     | 0     | 0              | 0              | 0      | 0      | –      | 1      |
| Carrière totaal | Carrière totaal | Carrière totaal | Carrière totaal  | –          | 21         | –     | 1     | 0              | 0              | 0      | 0      | –      | 22     |